# 哈格納 (伊利諾伊州)
哈格納（英語：Hagener）是位於美國伊利諾伊州卡斯縣的一個非建制地區。該地的面積和人口皆未知。

## 地理
哈格納的座標為39°55′33″N 90°23′50″W / 39.92583°N 90.39722°W，而該地的平均海拔高度為145米（即476英尺）。